# Jan Sturdza
Jan Sturdza (rum. Ioniță Sandu Sturdza; zm. 1828) – hospodar Mołdawii w latach 1822–1828.

## Biografia
Pochodził z lokalnej rodziny bojarskiej. W 1822 został mianowany przez sułtana tureckiego hospodarem mołdawskim. Stało się to w wyniku upadku powstania antytureckiego wznieconego w Mołdawii przez greckiego działacza narodowego Aleksandra Ipsilantiego – Turcja zrażona do Greków, zarządzających księstwami naddunajskimi przez poprzednie stulecie, a obecnie toczących walkę o niepodległość zdecydowała się na ich usunięcie z obu państw, co oznaczało tam kres ery fanariotów, i zastąpienie ich władcami rodzimymi.
W okresie swojego panowania Jan Sturdza podejmował działania w celu unowocześnienia państwa, opierając się na liberalnej części społeczeństwa i zmagając się z wielkimi bojarami, sprzeciwiającymi się uszczuplania swych przywilejów, z częściowym tylko skutkiem (nie zdołał m.in. zlikwidować zwolnienia bojarów od podatków).
W 1826 doszło do konferencji rosyjsko-tureckiej w Akermanie, podczas której ustalono nowe zasady wyborów hospodarów Mołdawii i Wołoszczyzny (m.in. wybór przez lokalne zgromadzenia, zatwierdzanie ich nie tylko przez Turcję, ale też przez Rosję, siedmioletnia kadencja) oraz amnestię dla uczestników powstania z 1821 (którzy byli niechętni Sturdzy).
W 1828 wybuchła wojna rosyjsko-turecka: do Mołdawii wkroczyły wojska rosyjskie, a Sturdza dostał się do niewoli, gdzie wkrótce zmarł.